# Killer Movie
Killer Movie es una película de comedia de terror de 2008, estrenada en los Estados Unidos en abril. La película fue estrenada en Tribeca Film Festival en Nueva York.

## Argumento
Un equipo de televisión llega a un pueblo para grabar un programa de telerrealidad entre una serie de personas. Pero un asesino real, anda suelto por el pueblo sembrando el pánico.

## Elenco
- Paul Wesley como Jake Tanner.
- Kaley Cuoco como Blanca Champion.
- Gloria Votsis como Keir.
- Jason London como Mike.
- Al Santos como Luke.
- Cyia Batten como Lee Tyson.
- Nestor Carbonell como Seaton Brookstone.
- Leighton Meester como Jaynie Hansen.
- Adriana DeMeo como Daphne.
- Maitland McConnell como Erin Gorman.
- Robert Buckley como Nick.
- Andy Fischer-Price como Vance Carhartt.
- Jackson Bond como Connor.
- Hal B. Klein como Greg.
- J. C. Chasez como Ted Buckley.
- Stephen Pelinski como el técnico Carhartt.
- Jennifer Murphy como la sra. Falls
- Bruce Bohne como el técnico Hansen.
- Torrey DeVitto como Phoebe Hilldale.

## Estreno
Originalmente la película iba a estrenarse en el verano de 2008. Además fue estrenada en Video One Demand en el invierno de 2008.

## Recepción
La película recibió críticas mixtas por parte de los expertos.